# Amandine Petit
Amandine Petit (Caen, 30 de septiembre de 1997) es una modelo y reina de belleza francesa. Fue coronada Miss Normandía 2020, siendo la séptima mujer de dicha región en ganar Miss Francia, gracias a lo cual representó al país galo en Miss Universo 2020, donde quedó entre las 21 primeras.

## Primeros años y educación
Petit nació en Caen y se crio en la cercana Bourguébus, un pueblo del departamento Calvados en Normandía. Sus padres son Jean-Luc Petit, que trabaja como funcionario en el sistema penitenciario, y Nathalie Petit, que trabaja en la oficina de turismo de Caen. También tiene una hermana mayor llamada Pauline. Petit fue a la escuela en la zona de Caen, asistiendo a la escuela primaria en Bourguébus, al collège en Saint-Martin-de-Fontenay y al liceo Augustin-Fresnel en Caen.
Petit obtuvo el título de técnico superior (BTS) en negociación y atención al cliente, y más tarde hizo los exámenes para convertirse en enfermera antes de obtener el título de Licence 3. Antes de convertirse en Miss Francia, Petit estudiaba en el Instituto de Administración de Empresas de Caen, dentro de la Universidad de Caen Normandía, donde cursaba un máster en gestión de establecimientos y estructuras gerontológicas. Su objetivo profesional era convertirse en directora de departamento o institución residencial de ancianos.

## Participación en concursos de belleza

### Miss Normandía
Petit se animó a perseguir el mundo de los certámenes a los 17 años, después de conocer a Malika Ménard, también de Normandía, que había sido coronada Miss Francia 2010. Ménard animó a Petit a dedicarse al mundo de los certámenes y a competir en Miss Normandía. Más tarde, fue la primera finalista de Miss Baja Normandía 2015, lo que la clasificó para competir en Miss Normandía 2015, donde quedó de segunda finalista.
Petit regresó al certamen cinco años después, tras ser seleccionada como candidata a Miss Normandía 2020. El 23 de octubre de 2021, Petit coronó a Youssra Askry como su sucesora en Miss Normandía 2021.

### Miss Francia
Miss Francia se celebró el 19 de diciembre de 2020 en Puy du Fou, después de haber sido pospuesto una semana de su fecha original debido a la pandemia de coronavirus en Francia. Petit compitió en la final, donde avanzó a los quince primeros y más tarde a los cinco primeros. Tras llegar a los cinco primeros, Petit fue declarada ganadora, siendo coronada por la titular saliente, Clémence Botino, de Guadalupe, convirtiéndose en la séptima mujer de Normandía en ganar el título.
Durante la competición, Petit quedó en cuarto lugar en el examen de conocimientos generales, obteniendo 14,5 puntos de un máximo de 20. El examen de conocimientos generales es una prueba sobre temas como la historia, la política, la actualidad y la cultura pop, que se realiza a las concursantes cada año. Como Miss Francia, Petit recibió una serie de premios y recompensas, entre los que se incluyen más de 57 000 euros en regalos de los patrocinadores, una residencia de un año en un apartamento de lujo en París y un salario mensual no revelado equivalente al de un alto ejecutivo en Francia.
Tras ganar el título, Petit tuvo la oportunidad de aparecer en numerosos eventos en Francia y a nivel internacional. Entre estos eventos se encontraban ser concursante en Fort Boyard, ser invitada al Torneo de Roland Garros 2021 y al Festival Internacional de Cine de Cannes de ese mismo año, y trabajar como modelo promocional y de pasarela en ciudades como Barcelona y Casablanca. Petit también se convirtió en copresentadora semanal en Virgin Radio, presentando un programa que pretendía entretener a la juventud francesa en medio de la pandemia del coronavirus. En marzo de 2021, Petit fue seleccionada como una de las 109 mujeres elegidas para representar a Marianne en una exposición inaugurada por Marlène Schiappa en el Panteón de París.
Como Miss Francia, Petit representó a Francia en Miss Universo 2020, donde quedó entre las 21 primeras. Originalmente iba a representar a Francia en Miss Universo 2021 o Miss Mundo 2021, pero debido a posibles conflictos de fechas entre esos concursos y Miss Francia 2022, se cambió a Miss Universo 2020. Petit completó su reinado como Miss Francia el 11 de diciembre de 2021 en Miss Francia 2022, donde pasó la corona a su sucesora Diane Leyre, de Isla de Francia.